# Polymixis latesco
Polymixis latesco is een vlinder uit de familie uilen (Noctuidae). De wetenschappelijke naam is voor het eerst geldig gepubliceerd in 2001 door Fibiger.
De soort komt voor in Europa.